# Huntemannia micropus
Huntemannia micropus är en kräftdjursart som beskrevs av Albert Monard 1935. Huntemannia micropus ingår i släktet Huntemannia och familjen Huntemanniidae. Inga underarter finns listade i Catalogue of Life.